# Graphe triangle
Le graphe triangle est, en théorie des graphes, un graphe possédant 3 sommets et 3 arêtes. C'est à la fois le graphe complet K3 et le graphe cycle C3.
Le nom de graphe triangle est employé au sein de la classification de l'ISGCI (Information System on Graph Classes and their Inclusions).

## Propriétés

### Propriétés générales
Le diamètre du graphe triangle, l'excentricité maximale de ses sommets, est 1, son rayon, l'excentricité minimale de ses sommets, est 1 et sa maille, la longueur de son plus court cycle, est 3. Il s'agit d'un graphe 2-sommet-connexe et d'un graphe 2-arête-connexe, c'est-à-dire qu'il est connexe et que pour le rendre déconnecté il faut le priver au minimum de 2 sommets ou de 2 arêtes.
Il est possible de tracer le graphe triangle sur un plan sans qu'aucune de ses arêtes se croisent. Le graphe triangle est donc planaire. C'est également un graphe distance-unité : il peut s'obtenir à partir d'une collection de points du plan euclidien en reliant par une arête toutes les paires de points étant à une distance de 1.

### Coloration
Le nombre chromatique du graphe triangle est 3. C'est-à-dire qu'il est possible de le colorer avec 3 couleurs de telle façon que deux sommets reliés par une arête soient toujours de couleurs différentes. Ce nombre est minimal.
L'indice chromatique du graphe triangle est 3. Il existe donc une 3-coloration des arêtes du graphe telle que deux arêtes incidentes à un même sommet soient toujours de couleurs différentes. Ce nombre est minimal.
Il est possible de compter les colorations distinctes d'un graphe. Cela donne une fonction dépendant du nombre de couleurs autorisé. Cette fonction est polynomiale et est qualifiée de polynôme chromatique du graphe. Ce polynôme admet pour racines tous les entiers positifs ou nuls strictement inférieurs à 3 et est de degrés 3. Il est égal à : {\displaystyle (x-2)(x-1)x}.

### Propriétés algébriques
Pour tout n, le graphe complet {\displaystyle K_{n}} est symétrique : il est sommet-transitifs, arête-transitif et arc-transitif. Cela signifie que son groupe d'automorphismes agit transitivement sur l'ensemble de ses sommets, de ses arêtes et de ses arcs. Le graphe triangle étant un cas particulier, il vérifie ces propriétés.
Le groupe d'automorphismes du graphe triangle est isomorphe au groupe symétrique d'ordre 6, S3.
Le polynôme caractéristique   de la matrice d'adjacence du graphe triangle est : {\displaystyle -(x-2)(x+1)^{2}}. Ce polynôme caractéristique n'admet que des racines entières. Le graphe triangle est donc un graphe intégral, un graphe dont le spectre est constitué d'entiers. C'est aussi le seul graphe avec ce polynôme caractéristique ce qui fait de lui un graphe déterminé de façon unique par son spectre, l'ensemble des valeurs propres de sa matrice d'adjacence.